# Hieracium belogradcense
Hieracium belogradcense es una especie de planta con flor del género Hieracium, de la familia Asteraceae, orden Asterales.

## Distribución
Hieracium belogradcense se distribuye por Bulgaria.

## Taxonomía
Fue descrita científicamente por Georgiev & Kitanov. Fue publicada en Izv. Bulg. Bot. Družh. 8: 77 (1939).